# Alix Bénézech
Pour les articles homonymes, voir Bénézech.

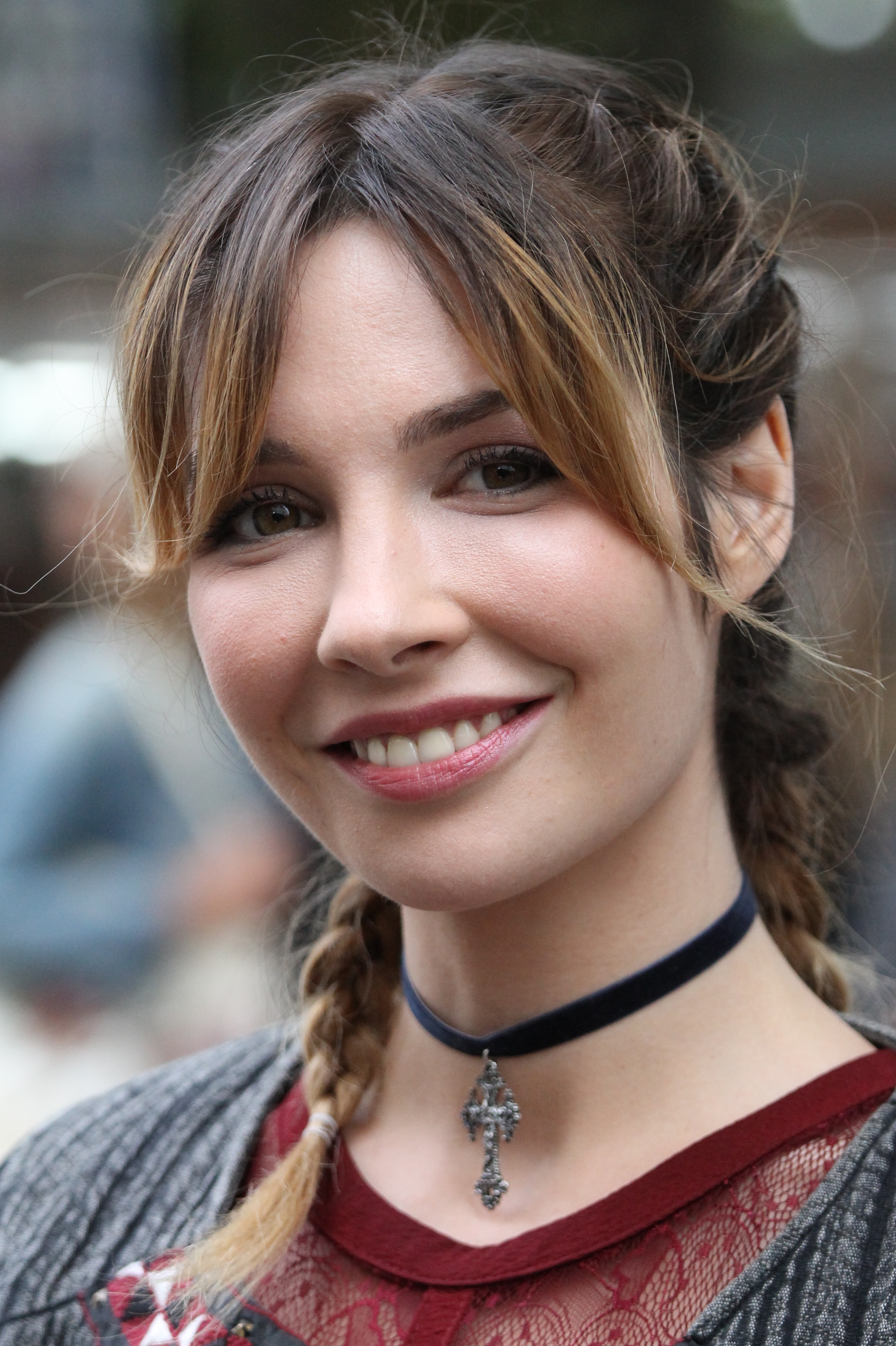
Alix Bénézech en 2016 au festival de la fiction de La Rochelle.

Alix Bénézech, née à Wissembourg,, le 25 septembre 1989, (ou 1981 ou 1991, selon les sources), est une actrice française.

## Biographie

### Débuts
Alix Bénézech vit son enfance entre l'Allemagne et le sud de la France.
Formée avec le Théâtre national de Strasbourg, elle perfectionne son anglais et son allemand, tout en suivant une formation théâtrale et en commençant à jouer sur scène. Après son baccalauréat, elle suit une classe préparatoire en hypokhâgne / khâgne et valide un master de lettres modernes avec un mémoire consacré à Marcel Proust, tout en prenant des cours de chant, de danse et de comédie.
En 2009, elle se rend à Paris et tourne dans Vénus noire d'Abdellatif Kechiche et Article 23 de Jean-Pierre Delepine.
En 2011, elle reçoit un prix d'interprétation au Festival Ciné Poche pour son rôle dans le court métrage Train-Potins de Lucas Stoll.

### Carrière dans l'audiovisuel
Elle est découverte par le grand public en 2012 grâce à son apparition aux côtés de Laurent Lafitte dans De l'autre côté du périph de David Charhon.
En 2013, elle est Turlu aux côtés de Ramzy, Pio Marmaï et Laetitia Casta dans Des lendemains qui chantent de Nicolas Castro.
Elle est présente au Festival de Cannes 2013 pour sa prestation dans Le Quepa sur la vilni ! de Yann Le Quellec, où elle joue aux côtés de Bernard Ménez et du chanteur Christophe.
Après des seconds rôles dans deux films avec Franck Dubosc (Bis de Dominique Farrugia et Camping 3 de Fabien Onteniente), elle tourne sous la direction de Clint Eastwood dans Le 15 h 17 pour Paris puis elle joue la « frenchie » dans Mission impossible : Fallout de Christopher McQuarrie avec Tom Cruise, ces deux derniers films internationaux sortent tous deux en 2018.
En 2020, elle est à l’affiche du court-métrage Influenceuse de Sandy Lobry, qui évoque les dangers des réseaux sociaux.
En 2021, elle tourne en premier rôle féminin sous la direction d’Alessandro Capone dans Separated et celle de Minh Collins dans Qualifying. Elle tourne également les premiers rôles féminins du long-métrage Tom et Luce de Paule Muxel et du moyen-métrage La Vie en roses de Patrice Cordonnier.
En 2022, elle tourne Sur mon chemin de Thierry Obadia, avec notamment Firmine Richard.

## Filmographie

### Cinéma

#### Longs métrages
- 2010 : Vénus noire d'Abdellatif Kechiche :
- 2011 : Show buzz de Rashed M'Dini : Deborah
- 2011 : Article 23 de Jean-Pierre Delepine : Alice Monfort
- 2011 : Pourquoi tu pleures ? de Katia Lewkowicz :
- 2012 : De l'autre côté du périph de David Charhon : la fille canon (séquences avec Laurent Lafitte)
- 2014 : Des lendemains qui chantent de Nicolas Castro : Turlu, playmate 3615
- 2014 : Que justice soit nôtre de Jean-Pierre Delepine et Alix Bénézech
- 2015 : Bis de Dominique Farrugia : Sandrine
- 2015 : L'Odeur de la mandarine de Gilles Legrand : Louison
- 2015 : La Belle Saison de Catherine Corsini : l'étudiante aux Beaux Arts
- 2016 : Night Fare de Julien Seri : Marie
- 2016 : Les Vilains de Thibault Turcas et Nicolas Vert : Sarah Monot
- 2016 : Camping 3 de Fabien Onteniente : Manon
- 2016 : La vie nous appartient d'Alex Lee : Sarah
- 2016 : La Pièce : Les derniers seront les premiers de Lamine Diakité : Wati B : Katia
- 2017 : En attendant Violette de Mathieu Maury et Warren Dupuy : Johanna
- 2017 : Fractures d'Harry Roselmack : Jenn
- 2018 : Le 15 h 17 pour Paris de Clint Eastwood : une serveuse
- 2018 : Mission impossible : Fallout (Mission: Impossible - Fallout) de Christopher McQuarrie : la policière française[10]
- 2021 : Separated d'Alessandro Capone : Francesca
- 2023 : Tom et Luce de Paule Muxel[11]
- 2023 : Sur mon chemin de Thierry Obadia[12]
- 2025 : Carjackers de Kamel Guemra : escort
- 2025 : Nouvelle Vague de Richard Linklater : Juliette Gréco

#### Courts et moyens métrages
- 2009 : Accouchement sonique de Jérôme Blanquet : la fille du fantasme
- 2009 : Eva veut bien de Philippe Lubac : Valentine
- 2009 : Le Rescapé de l'Hippocampe de Julien Lecat : la courtisane amoureuse
- 2009 : Mathilde est passée de Xavier Quentin : Mathilde
- 2009 : Ça s'est passé à Paris de Manuel Mira
- 2011 : Août de Cédric Martin
- 2011 : La Fortune de Phileas de Geoffroy Koeberlé : Cybelle
- 2011 : Les Faussaires de Nicolas Giraud
- 2011 : Trains potins de Lucas Stoll : Mlle Y
- 2012 : Amour monstre de Julien Lecat : Audrey
- 2012 : Les Boules de Noël d'Herotoman de Lucas Stoll
- 2012 : Mademoiselle de Arnaud Sadowski et Loic Paillard
- 2013 : AHAH de Cédric Martin et Fiona Desormeau (rôle principal et écriture du scénario)
- 2013 : Je suis ta Destinée de Fred Bargain : Céline
- 2013 : Trucs de gosse d'Émilie Noblet
- 2014 : Le Quepa sur la vilni ! de Yann Le Quellec : Jeanne
- 2014 : Noura de Akira : Kirsten
- 2014 : Moonlight Serenade de Laurent Firode : Miss France
- 2014 : Only You de Mathieu Rigot
- 2014 : No way de Sophie Blanvillain : Lucie LA (Nabilla)
- 2014 : Brûle de Sofiia Manousha : Inès
- 2014 : Je suis présent de Maxence Vassilyevitch
- 2014 : Bébés requins d'Agathe Jobert
- 2014 : Un tour de cheville de Guillaume Levil : la jeune fille
- 2015 : Juliet de Marc-Henri Boulier
- 2015 : Elles s'appellent toutes Marie de James Down
- 2016 : Ne revenez pas de Franchin Don (en VR/360)
- 2016 : Le Rendez-Vous de Günther Gheeraert pour la Rentrée du cinéma (premier rôle féminin)
- 2016 : Les Bonnes Manières de Naiche Caudron
- 2016 : Polaroïd d'Arnaud Calistri
- 2016 : The Bakery de Luke Jin
- 2020 : Influenceuse de Sandy Lobry

### Télévision
- 2010 : Un mari de trop de Louis Choquette : la copine de Bouboule
- 2012 : Plus belle la vie, série créée par Hubert Besson, saison 8 : Colombe Roussin
- 2012 : Le 65 de Maxime Potherat, épisode Un Privé : Lauren Bacall
- 2012 : Mini Julfou, épisode 8 : Julfou féminine
- 2012 : La Séance du mardi, épisode The Hobbit : la femme du nain grincheux
- 2012 : Very Bad Blagues, épisodes Quand on fait du shopping avec sa copine et Quand c'est la première fois réalisés par Jonathan Barré
- 2012 : La Question de la fin, épisode Une astuce pour gagner de l'argent facilement en toute légalité de Ludoc : la mannequin
- 2013 : Nos chers voisins d'Emmanuel Rigaut, deux épisodes
- 2013 : Fais pas ci, fais pas ça, épisode Une petite zone de turbulence réalisé par Laurent Dussaux: La vendeuse de luxe
- 2013 : RIS police scientifique, épisode Chute libre, partie 1 réalisé par Hervé Brami : Alix
- 2014 - 2021 : Nina, série créée par Alain Robillard et Thalia Rebinsky : Dorothée Ariès
- 2015 : Napoléon, la campagne de Russie mini-série de Fabrice Hourlier : Catherine Pavlovna de Russie
- 2016 : Qui sème l'amour... de Lorenzo Gabriele : Sophie
- 2016 : Mallory de François Guérin : Marie Legeay
- 2016 : Mister V : Les States
- 2016 : La Petite Histoire de France, série créée par Jamel Debbouze, Laurent Tiphaine et Frank Cimière
- 2016 : Le Sang de la vigne, épisode Le vin nouveau n'arrivera pas réalisé par Franck Mancuso : Daisy Cabannes
- 2017 : Alice Nevers : le juge est une femme épisode Cryo réalisé par Éric Le Roux : Noémie Fournier
- 2017 : Cassandre, épisode À contre-courant réalisé par François Guérin : Adèle Pelias
- 2018 - en cours : Nu, série créée par Olivier Fox : Jess
- 2018 : La Guerre des as, mini-série réalisée par Fabrice Hourlier : Yvonne Printemps
- 2019 : Munch, saison 3 épisode 2 : Sonia Bredin
- 2020 : Emily in Paris, saison 1, épisode 3 : Louise
- 2020 : Les Mystères de la chorale : Hélène Brion
- 2021 : Tahiti PK.0, saison 2, réalisée par Vincent Trisolini
- 2022 : Or Noir , saison 3, réalisée par Manuel Laurent et Anouar El Alami
- 2025 : Meurtres en Périgord vert de Muriel Aubin : Zoé Colvert

### Clips
- 2012 : La Casa Azul - La Fiesta Universal réalisé par Jean-Marie Marbach
- 2013 : Dansons de Valentin Marceau réalisé par Laid Lïazid
- 2013 : Le Minimum d'Elvira réalisé par Olivier Dahan
- 2014 : Tourner dans le vide d'Indila
- 2014 : C'est la vie d'Inna Modja
- 2015 : Guest de Jean Tonique
- 2015 : Get Lost de Breakbot produit par Caviar
- 2016 : J'attends mon heure d'Ayna ft Dry et Keblack (extrait de la BO du film La Pièce)
- 2017 : Fire fuse avec le duo French Fuse.

## Théâtre
- 2009 : La Peur des coups de Georges Courteline et L'Ours d'Anton Tchekhov, mise en scène Donat Guibert
- 2010 : Le Clan des divorcées, Théâtre le Paris à Avignon : Mary Bybowl
- 2010 : Couscous aux lardons, Théâtre Montorgueil à Paris et tournée
- 2010-2011 : Le Fantôme de l'Opéra, adaptation et mise en scène Henri Lazarini
- 2012 : Les Serments indiscrets de Pierre Carlet de Chamblain de Marivaux, mise en scène Anne-Marie Lazarini
- 2013 : Elvira d'Anca Visdei, mise en scène Jean-Claude Scionico
- 2015 : Blanche Neige ou la chute du mur de Berlin, réalisation et mise en scène Samuel Hercule et Métilde Weyergans
- 2022 : La Mégère apprivoisée de William Shakespeare, mise en scène par Frédérique Lazarini à l'Artistic Théâtre et en tournée
- 2022 : lecture publique en hommage à Marcel Proust pour le Centenaire de ses obsèques à la paroisse Saint-Pierre-de-Chaillot avec Didier Sandre

## Distinctions
- Best Actress à l' Indie Short Fest IMDb 2022 de Los Angeles pour l'interprétation de trois personnages dans le film On Est de Greg Sankara

- Best Actress au Filmmaker's Space Film Festival et au Snow Leopard International Film Festival (SLIFF), Best  pour le film Tom et Luce de Paule Muxel